# مگس مصنوعی

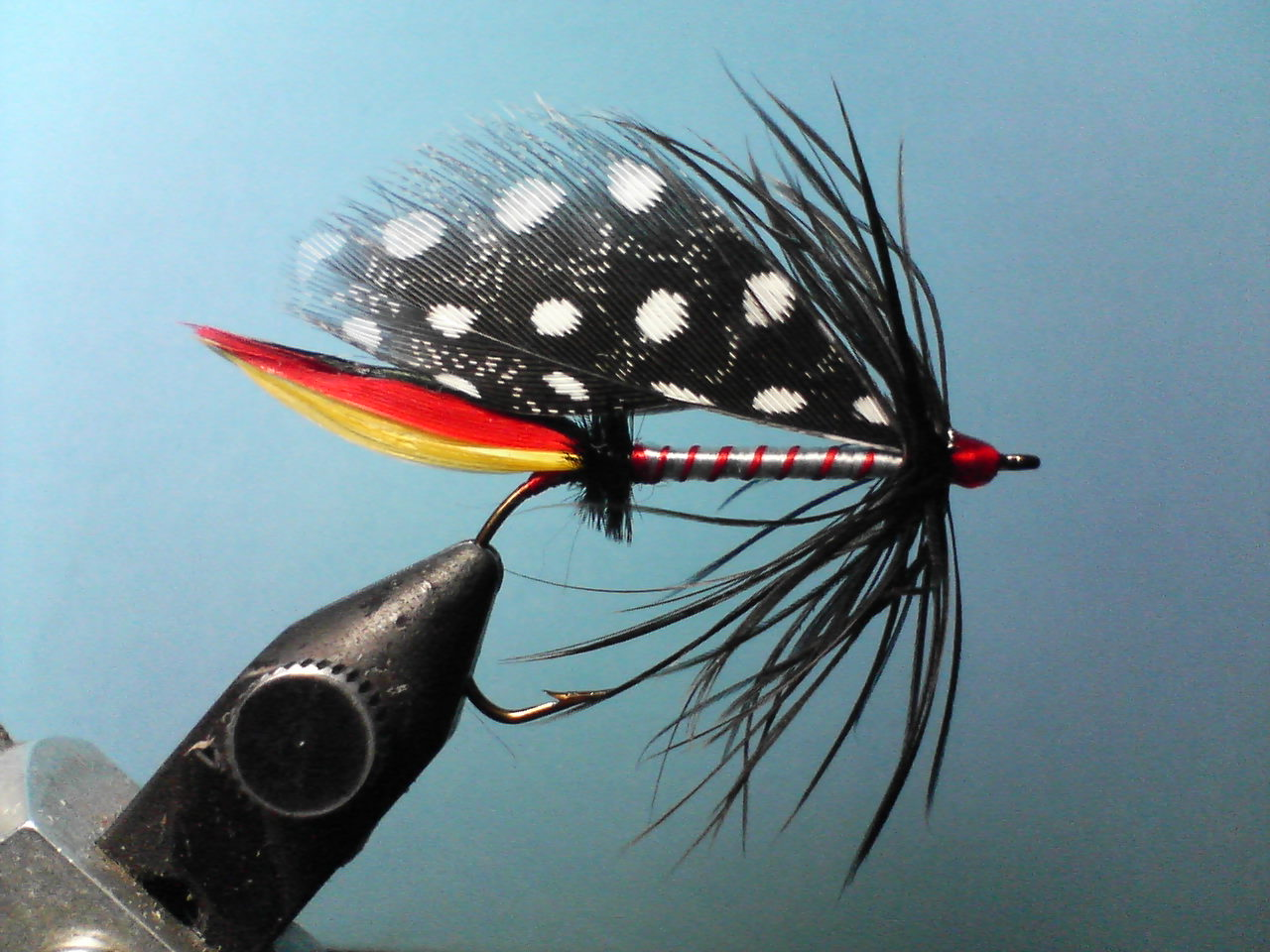
مگس مصنوعی سنتی سدهٔ ۱۹ - پیروزی

مگس مصنوعی (به انگلیسی: Artificial fly) یا دام مگس نوعی دام ماهیگیری است که معمولاً در ورزش ماهیگیری با مگس استفاده می‌شود (اگرچه ممکن است در شکل‌های دیگر ماهیگیری نیز استفاده شود). به‌طور کلی، مگس‌های مصنوعی تقلیدی از حشرات آبزی هستند که غذای طبیعی گونه‌های ماهی هدف هستند که مگس‌گیران تلاش می‌کنند آنها را صید کنند. مگس‌های مصنوعی با بستن مگس ساخته می‌شوند که در آن خزها، پرها، نخ‌ها یا هر یک از مواد بسیار دیگر بر روی قلاب ماهی بسته می‌شوند.
مگس‌های مصنوعی ممکن است برای نمایش انواع طعمه‌های بالقوه ماهیان آب شیرین و آب شور ساخته شوند، از جمله حشرات آبزی و خشکی‌زی، سخت‌پوستان، کرم‌ها، تخم‌ریزی، طعمه ماهی‌های کوچک، خزندگان، دوزیستان، پستانداران و حتی پرندگان. گفته می‌شود که الگوهای مگس مصنوعی مؤثر به دلیل توانایی آنها در قرار دادن ماهی در مخزن ماهیگیر مگس‌ها را می‌کشند. هزاران الگوی مگس مصنوعی وجود دارد که بسیاری از آنها با نام‌های توصیفی و اغلب عجیب و غریب هستند.

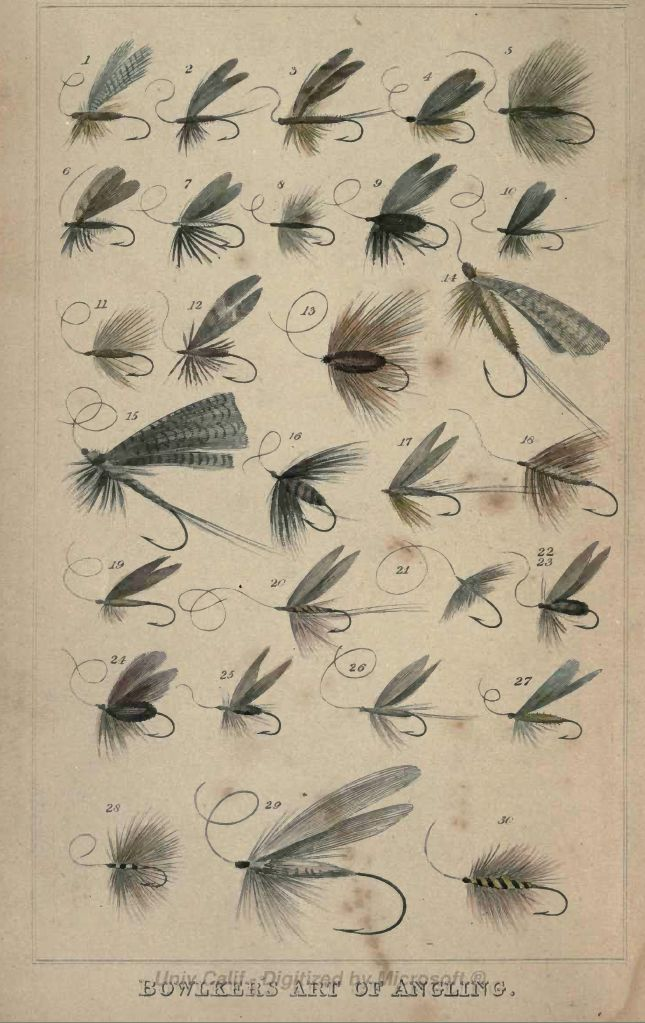
پیش‌آهنگی از هنر ماهیگیری بولکر (۱۸۵۴) که انواع مگس‌های مصنوعی را نشان می‌دهد

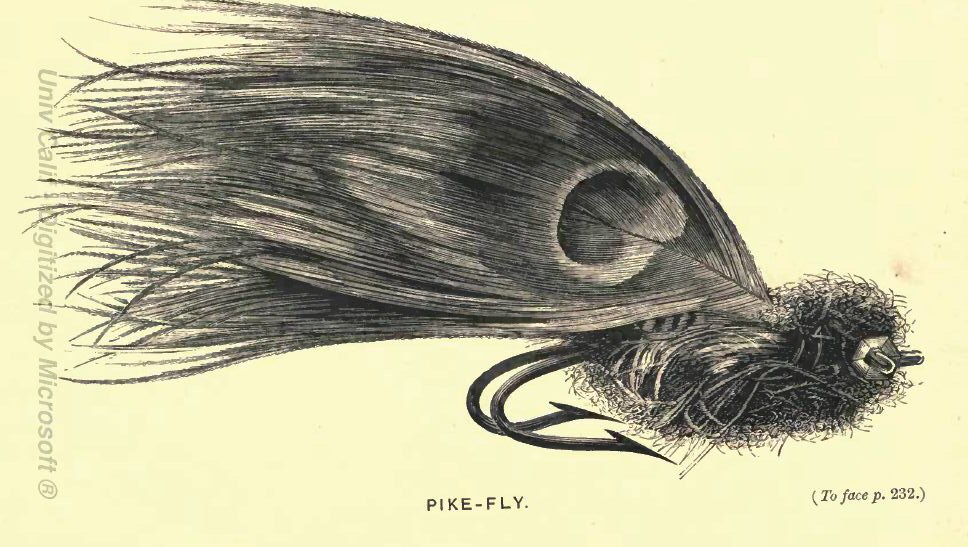
تصویر یک مگس بزرگ پایک (۱۸۶۵)